# Karoo succulento
Il Karoo succulento è una ecoregione semidesertica dell'ecozona afrotropicale (codice ecoregione: AT1322) che si sviluppa lungo la costa occidentale della Namibia e del Sudafrica.

## Definizione
Con il termine «Karoo succulento» si indica la parte occidentale del Karoo contrapposta a quella orientale, il Karoo nama, che si estende attraverso la parte centrale della provincia del Capo Settentrionale in Sudafrica e quella orientale della regione di ǁKaras in Namibia. Le due ecoregioni si distinguono soprattutto per il regime pluviometrico, con piogge che cadono durante la stagione fredda («inverno») nel Karoo succulento e durante la stagione calda («estate») nel Karoo nama. Quest'ultimo, situato prevalentemente su un altopiano, presenta un'altitudine media più elevata. Il Karoo succulento ricopre una superficie di 102.700 km² di deserto nel settore sud-occidentale dell'Africa australe. Più precisamente comprende la parte occidentale della Provincia di Karas in Namibia, l'estremità occidentale della Provincia del Capo Settentrionale in Sudafrica e - in forma molto frammentata - la parte nord-occidentale e centrale della Provincia del Capo Occidentale, prolungandosi fino alla parte sud-orientale di quest'ultima provincia.
Va sottolineato che queste due ecoregioni, complessivamente, vanno a costituire la regione storico-geografica del Karoo, formata dal Grande e dal Piccolo Karoo. Il Karoo propriamente detto è situato interamente nel Sudafrica occidentale, mentre le due ecoregioni, il Karoo succulento e il Karoo nama, si estendono anche al di là del fiume Orange e comprendono l'intera estremità meridionale della Namibia.
A confondere ulteriormente le cose, la regione del Namaqualand, in Sudafrica, è situata quasi interamente nell'ecoregione del Karoo succulento, e non in quella del Karoo nama come il nome potrebbe suggerire.

## Territorio
Questa regione è caratterizzata da un ambiente arido, peculiarità che condivide con il solo altro hotspot di biodiversità interamente desertico, quello del Corno d'Africa. Le precipitazioni invernali, estremamente scarse, variano tra i 20 e i 290 mm all'anno in tutta l'area, ma è tuttavia possibile distinguere in essa due zone. Innanzitutto il Namaqualand, che forma una fascia costiera lungo l'oceano Atlantico comprendente il sud della Namibia e la Provincia del Capo Settentrionale. Qui le precipitazioni sono concentrate in inverno e il clima caldo è mitigato dall'influenza dell'oceano, le cui acque sono notevolmente raffreddate dalla corrente del Benguela. A causa di questo contrasto di temperature, lungo la costa si crea una fitta cortina di nebbia. La seconda zona, denominata Southern Karoo (Karoo meridionale), è caratterizzata da precipitazioni più irregolari, soprattutto in primavera e in autunno, ma presenta variazioni climatiche più pronunciate rispetto al Namaqualand. Ciò è dovuto, tra le altre cose, alla lontananza dal mare e alla natura più montuosa di questa regione, situata a nord della Cintura di pieghe del Capo, con montagne che in alcuni punti superano i 1500 m di altezza e si avvicinano ai 2000 nello Swartberg.
A questo clima si deve una vegetazione di tipo xerico costituita da piante cespugliose di piccole dimensioni con prevalenza di piante succulente. A differenza di alcune regioni più umide, come le savane, il Karoo ospita numerose piante succulente nane dal portamento compatto, poco ramificate e spesso dotate di organi di immagazzinamento sotterranei. Vi troviamo anche numerose specie di piante bulbose, nonché piante erbacee, soprattutto nel Namaqualand, dove le piogge invernali danno vita ad un'esplosione di colori sotto forma di un tappeto floreale che si estende a perdita d'occhio, tanto grandiosa quanto effimera. Le zone montuose del Southern Karoo, più umide, sostentano una vegetazione cespugliosa più fitta, con prevalenza di aloe arborescenti.

## Flora
Il Karoo succulento è l'unico hotspot di biodiversità vegetale interamente arido. Il livello di endemismi è estremamente alto: almeno 67 generi e oltre 1.900 specie sono endemiche dell'ecoregione. Molte di esse sono minacciate, a causa dell'areale estremamente ristretto che occupano e della pressione cui sono soggetti a causa del pascolo, delle attività estrattive, e della raccolta illegale per l'orticoltura.
La regione si caratterizza principalmente per l'abbondanza di piante succulente: ne sono state censite oltre 1.700 specie, appartenenti per lo più alle famiglie Aizoaceae (Conophytum, Drosanthemum, Lithops, Ruschia), Asphodelaceae (Aloe, Bulbine, Trachyandra) e Crassulaceae, in misura minore ad altre famiglie quali Euphorbiaceae (Euphorbia) e Asteraceae (Dimorphotheca, Othonna). Notevole anche la presenza di piante bulbose delle famiglie Liliaceae (Lachenalia, Ornithogalum), Iridaceae (Babiana, Lapeirousia, Moraea, Romulea) e Amaryllidaceae (Brunsvigia, Hessea, Strumaria).
A fronte di tale ricchezza di specie erbacee si riscontra una esigua presenza di specie arboree (appena una trentina di specie censite) tra cui spiccano Aloidendron pillansii, Aloidendron dichotomum e Pachypodium namaquanum.

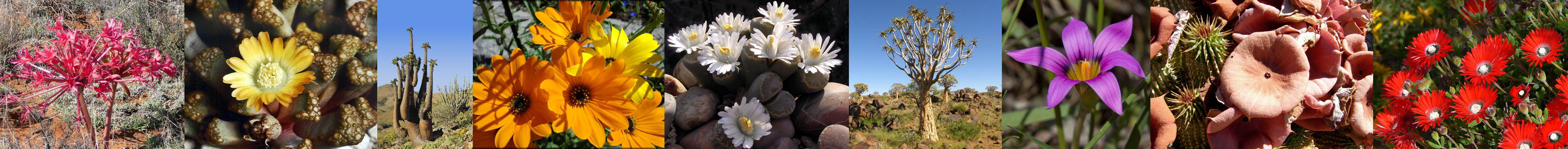
Panorama della flora del Karoo succulento.
Da sinistra a destra: Brunsvigia orientalis, Titanopsis hugo-schlechteri, Pachypodium namaquanum, Dimorphotheca sinuata, Lithops julii, Aloidendron dichotomum, Romulea rosea, Hoodia gordonii, Drosanthemum speciosum.

## Fauna
La fauna del Karoo succulento è molto ricca di specie endemiche, alcune delle quali ristrette all'ecoregione.
Sono state censite 115 specie di rettili, 48 delle quali sono endemiche e 15 sono endemismi ristretti. Tra questi la testuggine di Nama (Chersobius solus) e la testuggine maculata del Capo (Chersobius signatus), considerata la più piccola testuggine esistente nel mondo. Molto numerosi gli endemismi ristretti anche tra i sauri, tra i quali vi sono: Acontias litoralis e Typhlosaurus meyeri  (Scincidae), Goggia gemmula, Pachydactylus labialis e Pachydactylus namaquensis (Gekkonidae), Meroles ctenodactylus (Lacertidae) e ben 6 specie del genere Cordylus (Cordylidae). Nella regione si trovano inoltre 15 specie di anfibi, tra cui gli endemici Breviceps macrops, Breviceps namaquensis e Vandijkophrynus robinsoni.
L'avifauna, anch'essa molto numerosa, ha una incidenza di endemismi meno rilevante, in quanto delle 226 specie di uccelli censite solo 5 sono endemiche: la sassicola di Schlegel (Emarginata schlegelii), la sassicola tractrac (Emarginata tractrac), l'allodola beccolungo (Certhilauda curvirostris), il cormorano di riva africano (Phalacrocorax neglectus) e l'allodola di Barlow (Calendulauda barlowi).
Tra i mammiferi (78 specie censite) vi sono 3 endemismi esclusivi del Karoo succulento: il topo delle rocce (Petromyscus barbouri), la talpa dorata di Van Zyl (Cryptochloris zyli) e la talpa dorata di De Winton (Cryptochloris wintoni), e 5 endemismi presenti anche in altre regioni dell'Africa australe: il ratto-talpa delle dune (Bathyergus janetta), il coniglio di fiume (Bunolagus monticularis), la talpa dorata del Capo (Chrysochloris asiatica), la talpa dorata di Grant (Eremitalpa granti) e il ratto fischiante di Brant (Parotomys brantsii).
Molto significativa la presenza dell'entomofauna che comprende importanti impollinatori della flora.

L'ecoregione è un centro di maggiore biodiversità per numerose famiglie di imenotteri sia vespoidei (vespidi della sottofamiglia Masarinae), che apoidei (famiglie Colletidae, Melittidae, Megachilidae - in particolare della sottofamiglia Fideliinae), ognuna delle quali è presente con numerosi endemismi. Tra i melittidi meritano di essere menzionate le api del genere Rediviva, specializzate nella raccolta di oli secreti dai tricomi di specie dei generi Nemesia e Diascia (Scrophulariaceae) e impollinatori esclusivi delle stesse..

Un cenno particolare merita infine la presenza di un vasto un gruppo di scarabei della sottofamiglia Melolonthinae, la tribù degli Hopliini, un raggruppamento molto diffuso nell'Africa australe, che ha il suo centro di maggiore biodiversità nel Karoo succulento. Questi coleotteri sono gli impollinatori quasi esclusivi di numerose specie di monocotiledoni presenti nella regione, appartenenti alle famiglie Liliaceae (Daubenya spp., Ornithogalum spp.), Iridaceae (Aristea spp., Homeria spp., Ixia spp., Moraea spp., Romulea spp., Sparaxis spp., Tritonia spp.) e Hypoxidaceae (Spiloxene spp.).

## Conservazione
A differenza della maggior parte degli hotspot, il Karoo succulento presenta una situazione complessivamente meno preoccupante per quanto riguarda il degrado dei siti naturali e della vegetazione in generale. Con una popolazione di appena 300.000 abitanti su un territorio di oltre 100.000 km² e tecniche di allevamento adeguate al ritmo di vita della vegetazione spontanea, il 29% di questa regione versa ancora in uno stato di conservazione teoricamente intatto. Tuttavia, le regioni costiere tendono ad essere maggiormente colpite. Infatti, dal momento che sono molto ricche di risorse minerarie, i due terzi delle coste sudafricane e la totalità delle coste namibiane che ricadono entro i confini di questo hotspot sono state sfruttate per l'estrazione dei minerali - diamanti, oro, ma anche gesso, marmo, uranio, monazite, caolino, ilmenite e titanio -, soprattutto intorno al delta del fiume Orange. Anche l'agricoltura praticata nell'area costituisce una minaccia. Le precipitazioni estremamente scarse impediscono qualsiasi tipo di coltivazione su vasta scala, ma la progettazione di numerose dighe potrebbe permettere un'agricoltura irrigua, che aumenterebbe inesorabilmente la desertificazione. L'allevamento intensivo degli struzzi è responsabile dell'intenso degrado di migliaia di ettari di veld nel Southern Karoo. Infine, non bisogna dimenticare la grande diversità vegetale di questo hotspot che attira l'avidità di collezionisti senza scrupoli.
Paradossalmente, trattandosi di una regione così ben conservata, solamente il 2,5% del Karoo succulento - vale a dire 2560 km² - è protetto, e appena 1890 km² appartengono ad aree comprese tra le categorie I e IV della IUCN. Ciò balza ancora di più all'occhio se si tiene conto della fitta rete di aree protette del Sudafrica. Con i suoi 1624 km², il parco transfrontaliero di ǀAi-ǀAis/Richtersveld è il più grande parco nazionale dell'ecoregione. Nell'hotspot vivono quasi 900 specie di piante minacciate e il sistema di protezione attuale non permette di garantire una protezione completa a tutta questa biodiversità. Per la protezione di questo hotspot sono degne di nota due importanti iniziative: l'istituzione nel 1999 del parco nazionale Namaqua, che protegge 700 km² di praterie aride e di deserti nel settore nord-occidentale della Provincia del Capo Settentrionale, e la creazione dello SKEP (Succulent Karoo Ecosystem Program), il cui obiettivo è stabilire una cooperazione tra scienziati e proprietari terrieri per proteggere tanto le specie minacciate che l'integrità degli ecosistemi attraverso tecniche di lavoro più rispettose dell'ambiente, nonché sensibilizzare l'opinione pubblica sulle minacce che gravano sull'incredibile biodiversità del Karoo succulento.

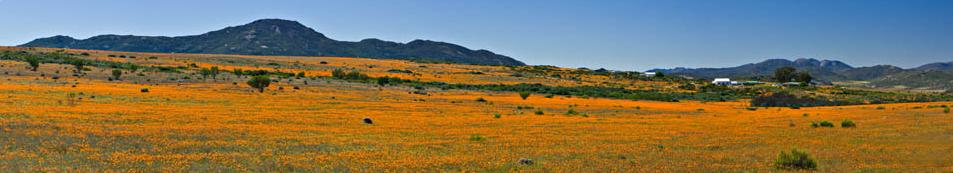
Prateria in fiore nel Namaqua National Park.